# Roda JC Kerkrade in het seizoen 2015/16
Dit artikel geeft een voorlopig overzicht van Roda JC Kerkrade in het seizoen 2015/2016.

## Selectie/Staf

### Selectie
- = Aanvoerder |  = Blessure |  = Geschorst

| Nr. |                                           | Naam                | Positie      | Leeft. | Seiz. |
| --- | ----------------------------------------- | ------------------- | ------------ | ------ | ----- |
| 1   | Vlag van Nederland                        | Benjamin van Leer   | Keeper       | 23     | 2e    |
| 2   | Vlag van Slovenië                         | Martin Milec        | Verdediger   | 24     | 1e    |
| 3   | Vlag van Nederland                        | Jordy Buijs         | Verdediger   | 27     | 1e    |
| 4   | Vlag van Australië · Vlag van Engeland    | Rostyn Griffiths    | Middenvelder | 27     | 1e    |
| 5   | Vlag van Nederland                        | Ard van Peppen      | Verdediger   | 30     | 3e    |
| 6   | Vlag van Nederland                        | Nathan Rutjes       | Middenvelder | 31     | 2e    |
| 7   | Vlag van België                           | Tom Van Hyfte       | Middenvelder | 29     | 2e    |
| 8   | Vlag van Nederland · Vlag van Marokko     | Hicham Faik         | Middenvelder | 23     | 2e    |
| 9   | Vlag van Australië · Vlag van Kroatië     | Tomi Jurić          | Aanvaller    | 24     | 1e    |
| 10  | Vlag van Australië · Vlag van Portugal    | Daniel De Silva     | Middenvelder | 18     | 1e    |
| 11  | Vlag van Zweden                           | Kristoffer Peterson | Aanvaller    | 21     | 1e    |
| 14  | Vlag van Nederland · Vlag van Suriname    | Rydell Poepon       | Aanvaller    | 28     | 1e    |
| 15  | Vlag van België                           | Maecky Ngombo       | Aanvaller    | 20     | 1e    |
| 16  | Vlag van Spanje                           | Marcos Gullón       | Middenvelder | 26     | 1e    |
| 17  | Vlag van Nederland                        | Henk Dijkhuizen     | Verdediger   | 23     | 3e    |
| 18  | Vlag van Nederland                        | Brian Jacobs        | Aanvaller    | 20     | 2e    |
| 19  | Vlag van Nederland                        | Mike van Duinen     | Aanvaller    | 24     | 1e    |
| 21  | Vlag van België                           | Bram Verbist        | Keeper       | 32     | 2e    |
| 22  | Vlag van Nederland                        | Yannick Derix       | Keeper       | 24     | 2e    |
| 23  | Vlag van Nederland                        | Arjan Swinkels      | Verdediger   | 30     | 2e    |
| 24  | Vlag van Nederland · Vlag van Afghanistan | Farshad Noor        | Middenvelder | 20     | 1e    |
| 25  | Vlag van Nederland                        | Jorrit Smeets       | Middenvelder | 20     | 1e    |
| 26  | Vlag van Nederland                        | Nick Wolters        | Keeper       | 22     | 1e    |
| 27  | Vlag van Nederland · Vlag van Ghana       | Edwin Gyasi         | Aanvaller    | 24     | 2e    |
| 28  | Vlag van België                           | Martijn Monteyne    | Verdediger   | 30     | 5e    |
| 29  | Vlag van Nederland                        | Tim Blättler        | Aanvaller    | 21     | 1e    |
| 30  | Vlag van Kazachstan · Vlag van België     | Georgi Zhukov       | Middenvelder | 21     | 1e    |
| 31  | Vlag van Turkije · Vlag van Duitsland     | Uğur İnceman        | Middenvelder | 34     | 1e    |

### Staf
| Functie           | Naam                  |
| ----------------- | --------------------- |
| Hoofdtrainer      | Darije Kalezić        |
| Assistent-trainer | Regilio Vrede         |
| Assistent-trainer | Rick Plum             |
| Keeperstrainer    | Robert-Jan Zoetmulder |
| Team Manager      | Ger Senden            |

| Functie           | Naam           |
| ----------------- | -------------- |
| Club arts         | Rutger Sanders |
| Verzorger/Masseur | Norbert Keulen |
| Verzorger         | Michel Somers  |
| Fysiotherapeut    | Martijn Smeets |
| Fysiotherapeut    | Jim Snackers   |

### Aangetrokken
| Nat. | Naam              | Van                      | Type         | Bijzonderheden            |
| ---- | ----------------- | ------------------------ | ------------ | ------------------------- |
| NED  | Jens van Son      | FC Eindhoven             | Middenvelder |                           |
| MEX  | Santiago Palacios | De Treffers              | Aanvaller    |                           |
| AUS  | Rostyn Griffiths  | Perth Glory              | Middenvelder |                           |
| NED  | Farshad Noor      | Jong PSV                 | Middenvelder |                           |
| AUS  | Tomi Jurić        | Western Sydney Wanderers | Aanvaller    |                           |
| AUS  | Daniel De Silva   | Perth Glory              | Middenvelder | Wordt voor 2 jaar gehuurd |
| GH   | Richmond Boakye   | Atalanta Bergamo         | Aanvaller    | Wordt voor 1 jaar gehuurd |

### Vertrokken
| Nat. | Naam                 | Naar              | Bijzonderheden |
| ---- | -------------------- | ----------------- | -------------- |
| NED  | Guy Ramos            | FC Wil            |                |
| NED  | Crescendo van Berkel | SC Telstar        |                |
| NED  | Johan Plat           | VV Katwijk        |                |
| NED  | Timo Letschert       | FC Utrecht        |                |
| NED  | Danny Schreurs       | Leiknir Reykjavík |                |
| DUI  | Kai Bösing           | SC Fortuna Köln   |                |
| NED  | Raymond Gyasi        | AZ                | Was gehuurd    |
| MEX  | Santiago Palacios    | MVV Maastricht    | Verhuurd       |
| NED  | Anco Jansen          | Boluspor          |                |
| CUR  | Rigino Cicilia       | RKC Waalwijk      | Verhuurd       |
| NED  | Frank Demouge        | Knokke FC         |                |

## Statistieken

### Eindstand
| pos | club             | gs | w | g  | v  | pnt | dv | dt | ds  |
| --- | ---------------- | -- | - | -- | -- | --- | -- | -- | --- |
| 14. | Roda JC Kerkrade | 34 | 8 | 10 | 16 | 34  | 34 | 55 | −21 |
| 15. | Excelsior        | 34 | 7 | 9  | 18 | 30  | 34 | 60 | −26 |
| 16. | Willem II        | 34 | 6 | 11 | 17 | 29  | 35 | 53 | −18 |
| 17. | De Graafschap    | 34 | 5 | 8  | 21 | 23  | 39 | 66 | −27 |
| 18. | SC Cambuur       | 34 | 3 | 9  | 22 | 18  | 33 | 79 | −46 |

### Legenda
| Kleur | Kwalificatie voor                                 |
| ----- | ------------------------------------------------- |
|       | Play-offs tegen degradatie naar de Eerste divisie |
|       | Degradatie naar de Eerste divisie                 |

### Winst/Gelijk/Verlies
| Speelronde | 1 | 2 | 3 | 4 | 5 | 6 | 7 | 8 | 9 | 10 | 11 | 12 | 13 | 14 | 15 | 16 | 17 | 18 | 19 | 20 | 21 | 22 | 23 | 24 | 25 | 26 | 27 | 28 | 29 | 30 | 31 | 32 | 33 | 34 |
| ---------- | - | - | - | - | - | - | - | - | - | -- | -- | -- | -- | -- | -- | -- | -- | -- | -- | -- | -- | -- | -- | -- | -- | -- | -- | -- | -- | -- | -- | -- | -- | -- |
| W/G/V      | W | V | W | W | G | G | V | G | G | V  | V  | G  | V  | V  | G  | G  | V  | V  | W  | W  | G  | G  | V  | G  | W  | V  | V  | W  | V  | V  | V  | V  | W  | V  |

Winst
Gelijk
Verlies

### Positieverloop
| Speelronde | 1 | 2 | 3 | 4 | 5 | 6 | 7 | 8 | 9 | 10 | 11 | 12 | 13 | 14 | 15 | 16 | 17 | 18 | 19 | 20 | 21 | 22 | 23 | 24 | 25 | 26 | 27 | 28 | 29 | 30 | 31 | 32 | 33 | 34 | Eindstand |
| ---------- | - | - | - | - | - | - | - | - | - | -- | -- | -- | -- | -- | -- | -- | -- | -- | -- | -- | -- | -- | -- | -- | -- | -- | -- | -- | -- | -- | -- | -- | -- | -- | --------- |
| Stand      | 2 | 9 | 5 | 4 | 6 | 6 | 7 | 8 | 7 | 10 | 10 | 13 | 13 | 13 | 14 | 14 | 15 | 15 | 13 | 13 | 13 | 13 | 14 | 14 | 14 | 14 | 14 | 14 | 14 | 14 | 14 | 14 | 14 | 14 | 14        |

* = Speelronde nog bezig

## Wedstrijden

### Vriendschappelijk
|                                                                                               | LHC | 0 – 7 (0 – 5)    | Roda JC Kerkrade                                                            | Opstelling Roda JC Kerkrade: |
| 4 juli 2015 Plaats: Eygelshoven Stadion: Sportpark Anselderlaan Toeschouwers: Scheidsrechter: |     | Wedstrijdverslag | 10' Werker 12' Höcher 19', 45' Cicilia 33' Jacobs 72' Palacios 84' Swinkels | Van Leer, Dijkhuizen (46' Noor), Senden (46' Kortstam), Werker (46' Swinkels), Van Peppen (46' Peters), Höcher (46' Rutjes), Faik (46' Van Son), Smeets (46' Paulissen), Gyasi (46' Van Hyfte), Cicilia (46' Palacios), Jacobs (46' Jansen) |

|                                                                                             | FC Gulpen | 0 – 26 (0 – 16)  | Roda JC Kerkrade | Opstelling Roda JC Kerkrade: |
| 11 juli 2015 Plaats: Gulpen Stadion: Sportpark aan de Ringweg Toeschouwers: Scheidsrechter: |           | Wedstrijdverslag | 1' Höcher 2', 4', 13', 19', 35', 42', 58' Jansen 10', 14', 16', 24', 31', 46', 55' Paulissen 29', 33', 39' Van Hyfte 44' Swinkels 49' Dijkhuizen 61' Palacios 62' Noor 64' Monteyne 67' Gyasi 80' Rutjes 84' (e.d.) Reinders | Verbist, Dijkhuizen (60' Monteyne), Sankoh (60' Werker), Swinkels, Van Peppen (60' Peters), Van Son (60' Noor), Faik (60' Rutjes), Van Hyfte (67' Smeets), Höcher (60' Gyasi), Paulissen (60' Palacios), Jansen (60' Cicilia) |

|                                                                                          | EVV          | 1 – 2 (1 – 0)    | Roda JC Kerkrade   | Opstelling Roda JC Kerkrade: |
| 18 juli 2015 Plaats: Echt Stadion: Sportpark In de Bandert Toeschouwers: Scheidsrechter: | Overhof, 13' | Wedstrijdverslag | ?' Noor ?' Cicilia | Van Leer, Sankoh (68' Werker), Van Peppen, Van Hyfte, Van Son (68' Noor), Faik (63' Rutjes), Dijkhuizen (68' Monteyne), Paulissen (63' Höcher), Jansen (68' Cicilia), Swinkels, Begzadic (58' Gyasi) |

| | Roda JC Kerkrade | 0 – 1 (0 – 0)    | Alemannia Aachen  | Opstelling Roda JC Kerkrade:                                                                           |
| 21 juli 2015 Plaats: Kerkrade Stadion: Parkstad Limburg Stadion Toeschouwers: 8.750 Scheidsrechter: |                  | Wedstrijdverslag | 78' (e.d.) Sankoh | Verbist, Monteyne, Rutjes, Cicilia, Höcher, Palacios, Werker, Swinkels, Noor (Begzadic), Gyasi, Peters |

|                                                                                             | FC Groningen                    | 2 – 1 (1 – 0)    | Roda JC Kerkrade | Opstelling Roda JC Kerkrade: |
| 26 juli 2015 Plaats: Haren Stadion: Sportpark De Koepel Toeschouwers: 1.500 Scheidsrechter: | Linssen 25' De Leeuw 68' (pen.) | Wedstrijdverslag | 89' Cicilia      | Van Leer, Dijkhuizen (Monteyne), Swinkels, Sankoh, Van Peppen, Faik, Van Hyfte (Höcher), Noor, Van Son (Paulissen), Gyasi (Rutjes), Jansen (Cicilia) 68' Swinkels |

|                                                                                              | JVC Cuijk                    | 2 – 5 (0 – 2)    | Roda JC Kerkrade                                            | Opstelling Roda JC Kerkrade: |
| 1 augustus 2015 Plaats: Cuijk Stadion: De Groenendijkse Kampen Toeschouwers: Scheidsrechter: | Visser 68' (pen.) Visser 87' | Wedstrijdverslag | 26' Jacobs 31' Palacios 62' Cicilia 65' Cicilia 90' Peeters | Verbist, Monteyne, Biemans (46' Kortstam), Rutjes, Van Son, Cicilia (70' Peeters), Faik (78' Smeets), Palacios, Jacobs (58' Cheprassov), Swinkels, Ospitalieri 27' Van Son |

### Eredivisie
| Speeldag 1 | Roda JC Kerkrade                 | 3 – 1 (1 – 1)    | Heracles Almelo | Opstelling Roda JC Kerkrade: |
| 8 augustus 2015, 19:45 uur Plaats: Kerkrade Stadion: Parkstad Limburg Stadion Toeschouwers: 13.472 Scheidsrechter: Ed Janssen | Gyasi 35' Van Hyfte 48' Faik 90' | Wedstrijdverslag | 31' Bel Hassani | Van Leer, Van Peppen, Swinkels, Sankoh (43' Werker), Dijkhuizen (86' Rutjes), Faik, Griffiths, Noor, Van Hyfte, Jansen, Gyasi (84' Paulissen) |

| Speeldag 2 | Vitesse                                 | 3 – 0 (0 – 0)    | Roda JC Kerkrade | Opstelling Roda JC Kerkrade: |
| 14 augustus 2015, 20:00 uur Plaats: Arnhem Stadion: GelreDome Toeschouwers: 13.212 Scheidsrechter: Eric Braamhaar | Baker 45+1' (pen.) Dauda 68' Nathan 80' | Wedstrijdverslag |                  | Van Leer, Van Peppen, Swinkels, Sankoh, Dijkhuizen (86' Werker), Faik, Griffiths (73' Rutjes), Noor, Van Hyfte, Jansen (46' Paulissen), Gyasi 45' Van Peppen 42' Jansen 45+2' Dijkhuizen |

| Speeldag 3 | Roda JC Kerkrade | 1 – 0 (1 – 0)    | De Graafschap | Opstelling Roda JC Kerkrade: |
| 22 augustus 2015, 18:30 uur Plaats: Kerkrade Stadion: Parkstad Limburg Stadion Toeschouwers: 13.130 Scheidsrechter: Bas Nijhuis | Van Hyfte 37'    | Wedstrijdverslag |               | Van Leer, Monteyne, Swinkels, Sankoh, Dijkhuizen, Faik, Griffiths, Noor, Van Hyfte (71' Van Son), Jansen (87' Cicilia), Gyasi (76' Paulissen) 33' Griffiths |

| Speeldag 4 | AZ | 0 – 1 (0 – 1)    | Roda JC Kerkrade | Opstelling Roda JC Kerkrade: |
| 30 augustus 2015, 14:30 uur Plaats: Alkmaar Stadion: AFAS Stadion Toeschouwers: 14.226 Scheidsrechter: Jeroen Manschot |    | Wedstrijdverslag | 36' Griffiths    | Van Leer, Van Peppen, Swinkels, Sankoh, Dijkhuizen, Faik (71' Van Son), Griffiths, Noor, Van Hyfte (86' Höcher), Paulissen (62' Cicilia), Gyasi 20' Van Peppen 59' Dijkhuizen 79' Gyasi 89' Van Son |

| Speeldag 5 | Roda JC Kerkrade | 0 – 0 (0 – 0)    | N.E.C. | Opstelling Roda JC Kerkrade: |
| 12 september 2015, 18:30 uur Plaats: Kerkrade Stadion: Parkstad Limburg Stadion Toeschouwers: 13.967 Scheidsrechter: Björn Kuipers |                  | Wedstrijdverslag |        | Van Leer, Van Peppen, Swinkels, Sankoh, Dijkhuizen, Faik, Griffiths, Noor (32' Van Son), Van Hyfte, Paulissen (90' Rutjes), Gyasi (80' Jacobs) 34' Van Son 90' Dijkhuizen |

| Speeldag 6 | Roda JC Kerkrade | 1 – 1 (1 – 1)    | Feyenoord  | Opstelling Roda JC Kerkrade: |
| 20 september 2015, 12:30 uur Plaats: Kerkrade Stadion: Parkstad Limburg Stadion Toeschouwers: 17.142 Scheidsrechter: Pol van Boekel | Faik 27'         | Wedstrijdverslag | 20' Kramer | Van Leer, Van Peppen, Swinkels, Sankoh, Dijkhuizen, Faik, Griffiths, Noor (81' Van Son), Van Hyfte, Boakye (90+2' Rutjes), Gyasi (71' Juric) 66' Noor 88' Van Son 90+1' Van Hyfte |

| Speeldag 7 | FC Twente                  | 2 – 1 (2 – 0)    | Roda JC Kerkrade | Opstelling Roda JC Kerkrade: |
| 27 september 2015, 16:45 uur Plaats: Enschede Stadion: De Grolsch Veste Toeschouwers: 24.700 Scheidsrechter: Serdar Gözübüyük | Oosterwijk 26' Mokotjo 29' | Wedstrijdverslag | 81' Juric        | Van Leer, Van Peppen, Swinkels, Sankoh, Dijkhuizen, Faik, Griffiths, Noor (61' De Silva), Van Hyfte, Juric, Gyasi 74' Van Hyfte |

| Speeldag 8 | Roda JC Kerkrade | 1 – 1 (0 – 1)    | SC Cambuur  | Opstelling Roda JC Kerkrade: |
| 3 oktober 2015, 19:45 uur Plaats: Kerkrade Stadion: Parkstad Limburg Stadion Toeschouwers: 14.489 Scheidsrechter: Jeroen Manschot | Van Hyfte 72'    | Wedstrijdverslag | 30' Ogbeche | Van Leer, Van Peppen, Swinkels, Sankoh, Dijkhuizen, Faik, Griffiths (63' De Silva), Noor, Van Hyfte, Juric (68' Gyasi), Boakye (83' Paulissen) 87' Faik |

| Speeldag 9 | FC Utrecht | 1 – 1 (1 – 1)    | Roda JC Kerkrade | Opstelling Roda JC Kerkrade: |
| 17 oktober 2015, 20:45 uur Plaats: Utrecht Stadion: Stadion Galgenwaard Toeschouwers: 15.779 Scheidsrechter: Bas Nijhuis | Haller 11' | Wedstrijdverslag | 36' Juric        | Van Leer, Van Peppen (68' Paulissen), Swinkels, Sankoh, Dijkhuizen, Faik, Griffiths, Noor, Van Hyfte, Juric (88' Gyasi), Boakye (90+2' De Silva) 43' Faik 70' Sankoh 73' Van Leer |

| Speeldag 10 | Roda JC Kerkrade | 1 – 2 (1 – 1)    | Excelsior             | Opstelling Roda JC Kerkrade: |
| 24 oktober 2015, 20:45 uur Plaats: Kerkrade Stadion: Parkstad Limburg Stadion Toeschouwers: 13.907 Scheidsrechter: Martin van den Kerkhof | Juric 13'        | Wedstrijdverslag | 41' Fischer 67' Stans | Van Leer, Van Peppen (73' Gyasi), Swinkels (51' Werker), Sankoh, Dijkhuizen, Faik, Griffiths, Van Son (68' De Silva), Van Hyfte, Juric, Boakye 47' Van Peppen 82' Van Hyfte 86' Juric |

| Speeldag 11 | Ajax                                            | 6 – 0 (3 – 0)    | Roda JC Kerkrade | Opstelling Roda JC Kerkrade: |
| 31 oktober 2015, 19:45 uur Plaats: Amsterdam Stadion: Johan Cruijff Arena Toeschouwers: 50.681 Scheidsrechter: Björn Kuipers | Fischer 4', 59' Milik 6', 73' Klaassen 26', 87' | Wedstrijdverslag |                  | Van Leer, Van Peppen, Sankoh, Werker, Dijkhuizen, Faik, Griffiths (41' Rutjes), Van Son, Van Hyfte, Juric (77' Paulissen), Boakye (62' Gyasi) 32' Griffiths |

| Speeldag 12 | Roda JC Kerkrade | 1 – 1 (1 – 1)    | ADO Den Haag | Opstelling Roda JC Kerkrade: |
| 6 november 2015, 20:00 uur Plaats: Kerkrade Stadion: Parkstad Limburg Stadion Toeschouwers: 14.182 Scheidsrechter: Eric Braamhaar | Van Hyfte 11'    | Wedstrijdverslag | 41' Havenaar | Van Leer, Van Peppen, Sankoh, Werker, Dijkhuizen, Faik, Griffiths, Paulissen (62' Boakye), Van Hyfte (77' Van Son), Juric, Gyasi 57' Griffiths 63' Juric |

| Speeldag 13 | Roda JC Kerkrade | 0 – 5 (0 – 2)    | PEC Zwolle                                                   | Opstelling Roda JC Kerkrade: |
| 21 november 2015, 18:30 uur Plaats: Kerkrade Stadion: Parkstad Limburg Stadion Toeschouwers: 14.378 Scheidsrechter: Danny Makkelie |                  | Wedstrijdverslag | 4' Marinus 14' (pen.), 48' Thomas 60' Veldwijk 90+2' Nijland | Van Leer, Van Peppen, Swinkels, Sankoh, Dijkhuizen (46' Monteyne), Faik, Griffiths (57' Van Son), Paulissen (45' De Silva), Van Hyfte, Boakye, Gyasi 45+2' Dijkhuizen 51' Griffiths |

| Speeldag 14 | sc Heerenveen                         | 3 – 0 (2 – 0)    | Roda JC Kerkrade | Opstelling Roda JC Kerkrade: |
| 28 november 2015, 18:30 uur Plaats: Heerenveen Stadion: Abe Lenstra Stadion Toeschouwers: 22.850 Scheidsrechter: Pol van Boekel | Te Vrede 29', 71' (pen.) Slagveer 39' | Wedstrijdverslag |                  | Van Leer, Van Peppen, Swinkels, Biemans, Dijkhuizen, Van Hyfte (90+1' Van Son), Sankoh, Faik, Gyasi (67' Blättler), Paulissen, De Silva (62' Rutjes) 32' Swinkels 70' Biemans 82' Rutjes |

| Speeldag 15 | Roda JC Kerkrade | 0 – 0 (0 – 0)    | FC Groningen | Opstelling Roda JC Kerkrade: |
| 6 december 2015, 16:45 uur Plaats: Kerkrade Stadion: Parkstad Limburg Stadion Toeschouwers: 13.171 Scheidsrechter: Ed Janssen |                  | Wedstrijdverslag |              | Van Leer, Van Peppen, Swinkels, Sankoh, Dijkhuizen, Gyasi, Van Hyfte, Paulissen (69' Van Son), Faik, Rutjes (90+1' Blättler), Boakye (83' Ngombo) 35' Van Hyfte |

| Speeldag 16 | PSV         | 1 – 1 (0 – 0)    | Roda JC Kerkrade  | Opstelling Roda JC Kerkrade: |
| 12 december 2015, 19:45 uur Plaats: Eindhoven Stadion: Philips Stadion Toeschouwers: 33.700 Scheidsrechter: Eric Braamhaar | Pröpper 74' | Wedstrijdverslag | 51' (e.d.) Brenet | Van Leer, Van Peppen, Swinkels, Sankoh, Dijkhuizen, Faik (88' Van Son), Griffiths, Rutjes, Van Hyfte, Juric (77' Juric), Gyasi (69' Ngombo) 74' Van Peppen 86' Dijkhuizen |

| Speeldag 17 | Willem II                           | 3 – 2 (2 – 1)    | Roda JC Kerkrade              | Opstelling Roda JC Kerkrade: |
| 20 december 2015, 14:30 uur Plaats: Tilburg Stadion: Koning Willem II Stadion Toeschouwers: 13.000 Scheidsrechter: Siemen Mulder | Wuytens 23', 35' Van der Velden 48' | Wedstrijdverslag | 7' (pen.) Juric 69' Griffiths | Van Leer, Van Peppen, Swinkels, Sankoh (87' Paulissen), Monteyne, Faik, Griffiths, Rutjes (53' De Silva), Van Hyfte, Juric, Gyasi (61' Ngombo) 12' Griffiths 90+2' Van Peppen |

| Speeldag 18 | Roda JC Kerkrade | 0 – 1 (0 – 1)    | AZ         | Opstelling Roda JC Kerkrade: |
| 16 januari 2016, 19:45 uur Plaats: Kerkrade Stadion: Parkstad Limburg Stadion Toeschouwers: 13.516 Scheidsrechter: Allard Lindhout |                  | Wedstrijdverslag | 5' Janssen | Van Leer, Van Peppen, Swinkels, Buijs, Dijkhuizen (84' De Silva), Faik, Griffiths (68' Paulissen), Gullón (62' Peterson), Van Hyfte, Poepon, Gyasi 11' Gullón 30' Van Peppen |

| Speeldag 19 | Excelsior | 0 – 1 (0 – 0)    | Roda JC Kerkrade | Opstelling Roda JC Kerkrade: |
| 23 januari 2016, 19:45 uur Plaats: Rotterdam Stadion: Van Donge & De Roo Stadion Toeschouwers: 3.500 Scheidsrechter: Ed Janssen |           | Wedstrijdverslag | 83' Faik         | Van Leer, Van Peppen, Swinkels, Buijs, Gullón, Van Hyfte, Inceman, Zhukov (81' Rutjes), Paulissen (72' Faik), Poepon, Peterson (90+2' Ngombo) 80' Inceman 80' Gullón |

| Speeldag 20 | Roda JC Kerkrade | 1 – 0 (0 – 0)    | FC Utrecht | Opstelling Roda JC Kerkrade: |
| 28 januari 2016, 18:30 uur Plaats: Kerkrade Stadion: Parkstad Limburg Stadion Toeschouwers: 13.605 Scheidsrechter: Danny Makkelie | Ngombo 81'       | Wedstrijdverslag |            | Van Leer, Swinkels, Buijs, Gullón, Faik, Inceman, Van Hyfte, Griffiths (50' Rutjes), Zhukov (82' Van Peppen), Poepon, Peterson (78' Ngombo) 90+1' Rutjes |

| Speeldag 21 | Roda JC Kerkrade        | 2 – 2 (1 – 2)    | Ajax                   | Opstelling Roda JC Kerkrade: |
| 31 januari 2016, 12:30 uur Plaats: Kerkrade Stadion: Parkstad Limburg Stadion Toeschouwers: 17.654 Scheidsrechter: Serdar Gözübüyük | Poepon 35' Ngombo 90+2' | Wedstrijdverslag | 27' Milik 29' El Ghazi | Van Leer, Van Peppen, Swinkels, Buijs, Milec, Peterson (71' Ngombo), Gullón (86' Rutjes), Inceman, Zhukov (81' Faik), Van Hyfte, Poepon |

| Speeldag 22 | ADO Den Haag           | 2 – 2 (1 – 1)    | Roda JC Kerkrade           | Opstelling Roda JC Kerkrade: |
| 6 februari 2016, 18:30 uur Plaats: Den Haag Stadion: Cars Jeans Stadion Toeschouwers: 11.349 Scheidsrechter: Siemen Mulder | Jansen 20' Derijck 53' | Wedstrijdverslag | 45' Van Hyfte 81' Peterson | Van Leer, Van Peppen (42' Faik), Swinkels, Buijs, Milec (77' Ngombo), Van Hyfte, Inceman, Gullón, Zhukov (69' Peterson), Poepon, Van Duinen 55' Gullón 78' Inceman |

| Speeldag 23 | Roda JC Kerkrade | 0 – 1 (0 – 0)    | FC Twente | Opstelling Roda JC Kerkrade: |
| 13 februari 2016, 19:45 uur Plaats: Kerkrade Stadion: Parkstad Limburg Stadion Toeschouwers: 15.012 Scheidsrechter: Jeroen Manschot |                  | Wedstrijdverslag | 62' Ede   | Van Leer, Gullón (81' Ngombo), Swinkels, Buijs, Milec, Faik (70' Peterson), Inceman, Zhukov (86' Rutjes), Van Hyfte, Poepon, Van Duinen |

| Speeldag 24 | Feyenoord | 1 – 1 (1 – 0)    | Roda JC Kerkrade | Opstelling Roda JC Kerkrade: |
| 21 februari 2016, 16:45 uur Plaats: Rotterdam Stadion: De Kuip Toeschouwers: 47.500 Scheidsrechter: Richard Liesveld | Kuyt 45'  | Wedstrijdverslag | 69' Ngombo       | Van Leer, Dijkhuizen, Swinkels, Buijs, Milec, Peterson (67' Ngombo), Inceman, Zhukov (46' Gullón), Van Hyfte, Poepon, Van Duinen (79' Faik) 5' Milec 24' Poepon 44' Dijkhuizen |

| Speeldag 25 | Heracles Almelo | 0 – 5 (0 – 2)    | Roda JC Kerkrade                                       | Opstelling Roda JC Kerkrade: |
| 28 februari 2016, 12:15 uur Plaats: Almelo Stadion: Erve Asito Toeschouwers: 10.055 Scheidsrechter: Edwin van de Graaf |                 | Wedstrijdverslag | 28' Zhukov 43' Van Duinen 49', 79' Poepon 90+2' Ngombo | Van Leer, Dijkhuizen, Swinkels, Buijs, Milec, Peterson, Inceman (78' Gullón), Zhukov (86' Faik), Van Hyfte, Poepon, Van Duinen (81' Ngombo) 35' Dijkhuizen 75' Poepon |

| Speeldag 26 | Roda JC Kerkrade | 1 – 2 (0 – 1)    | Vitesse               | Opstelling Roda JC Kerkrade: |
| 6 maart 2016, 14:30 uur Plaats: Kerkrade Stadion: Parkstad Limburg Stadion Toeschouwers: 15.184 Scheidsrechter: Allard Lindhout | Van Duinen 59'   | Wedstrijdverslag | 34' Brown 90+1' Zhang | Van Leer, Dijkhuizen, Swinkels, Buijs, Milec, Peterson (58' Ngombo), Inceman, Zhukov, Van Hyfte, Poepon, Van Duinen (90' Juric) |

| Speeldag 27 | BV De Graafschap                         | 3 – 0 (1 – 0)    | Roda JC Kerkrade | Opstelling Roda JC Kerkrade: |
| 11 maart 2016, 20:00 uur Plaats: Doetinchem Stadion: Stadion De Vijverberg Toeschouwers: 12.032 Scheidsrechter: Ed Janssen | El Jebli 33' Pröpper 50' Parzyszek 90+1' | Wedstrijdverslag |                  | Van Leer, Swinkels, Buijs, Gullón, Faik (72' Juric), Zhukov, Van Hyfte, Inceman, Milec (46' Peterson), Poepon, Van Duinen (61' Ngombo) 57' Swinkels 58' Inceman 67' Gullón |

| Speeldag 28 | SC Cambuur | 0 – 1 (0 – 0)    | Roda JC Kerkrade | Opstelling Roda JC Kerkrade: |
| 19 maart 2016, 20:45 uur Plaats: Leeuwarden Stadion: Cambuurstadion Toeschouwers: 9.762 Scheidsrechter: Danny Makkelie |            | Wedstrijdverslag | 48' Van Hyfte    | Van Leer, Van Peppen, Swinkels (44' Gullón), Buijs, Dijkhuizen, Van Hyfte, Inceman, Noor, Zhukov, Poepon, Van Duinen (67' Griffiths) 12' Dijkhuizen |

| Speeldag 29 | Roda JC Kerkrade | 1 – 2 (0 – 0)    | sc Heerenveen                   | Opstelling Roda JC Kerkrade: |
| 3 april 2016, 14:30 uur Plaats: Kerkrade Stadion: Parkstad Limburg Stadion Toeschouwers: 15.259 Scheidsrechter: Björn Kuipers | Van Hyfte 66'    | Wedstrijdverslag | 51' Zeneli 90+2' Van den Boomen | Van Leer, Dijkhuizen (54' Van Peppen), Swinkels, Buijs, Milec, Zhukov, Inceman, Noor (54' Peterson), Van Hyfte, Poepon, Van Duinen (79' Juric) 4' Van Hyfte 44' Milec 69' Buijs 90' Swinkels |

| Speeldag 30 | PEC Zwolle              | 3 – 1 (0 – 1)    | Roda JC Kerkrade | Opstelling Roda JC Kerkrade: |
| 8 april 2016, 20:00 uur Plaats: Zwolle Stadion: MAC³PARK stadion Toeschouwers: 12.500 Scheidsrechter: Siemen Mulder | Menig 49' Bouy 73', 78' | Wedstrijdverslag | 41' Gullón       | Van Leer, Van Peppen, Swinkels, Buijs (83' Ngombo), Dijkhuizen (21' Noor), Peterson, Inceman, Gullón, Zhukov, Poepon, Van Duinen (83' Juric) |

| Speeldag 31 | Roda JC Kerkrade | 0 – 3 (0 – 1)    | PSV                          | Opstelling Roda JC Kerkrade: |
| 16 april 2016, 20:45 uur Plaats: Kerkrade Stadion: Parkstad Limburg Stadion Toeschouwers: 17.159 Scheidsrechter: Kevin Blom |                  | Wedstrijdverslag | 10', 59' De Jong 81' Pröpper | Van Leer, Van Peppen, Swinkels, Buijs, Milec, Peterson (63' Ngombo), Inceman, Van Hyfte, Gullón, Zhukov (82' Van Duinen), Juric (71' Poepon) |

| Speeldag 32 | FC Groningen | 1 – 0 (0 – 0)    | Roda JC Kerkrade | Opstelling Roda JC Kerkrade: |
| 19 april 2016, 18:30 uur Plaats: Groningen Stadion: Euroborg Toeschouwers: 20.798 Scheidsrechter: Martin van den Kerkhof | Rusnák 67'   | Wedstrijdverslag |                  | Van Leer, Van Peppen, Swinkels, Buijs, Milec, Peterson (77' Ngombo), Inceman (85' Van Duinen), Zhukov (69' Gullón), Van Hyfte, Poepon, Juric 41' Swinkels 87' Van Leer |

| Speeldag 33 | N.E.C.   | 1 – 2 (1 – 1)    | Roda JC Kerkrade         | Opstelling Roda JC Kerkrade: |
| 1 mei 2016, 14:30 uur Plaats: Nijmegen Stadion: Goffertstadion Toeschouwers: 12.145 Scheidsrechter: Jochem Kamphuis | Foor 24' | Wedstrijdverslag | 44' Van Hyfte 47' Poepon | Van Leer, Van Peppen, Swinkels, Buijs, Milec, Van Duinen (90+5' Rutjes), Inceman, Gullón, Van Hyfte, Poepon (83' Ngombo), Juric (87' Zhukov) 38' Swinkels 90' Buijs |

| Speeldag 34 | Roda JC Kerkrade      | 2 – 3 (2 – 1)    | Willem II                               | Opstelling Roda JC Kerkrade: |
| 8 mei 2016, 14:30 uur Plaats: Kerkrade Stadion: Parkstad Limburg Stadion Toeschouwers: 16.805 Scheidsrechter: Danny Makkelie | Buijs 19' Inceman 39' | Wedstrijdverslag | 35' Falkenburg 47' Andrade 55' Andersen | Van Leer, Van Peppen, Buijs, Gullón, Milec, Zhukov (66' Faik), Inceman (76' Rutjes), Van Hyfte, Van Duinen, Juric (66' Ngombo), Poepon 39' Inceman 42' Milec 52' Gullón 62' Juric |

### KNVB Beker
| 2e ronde | De Treffers | 0 – 3 (0 – 1)    | Roda JC Kerkrade                 | Opstelling Roda JC Kerkrade: |
| 23 september 2015, 20:00 uur Plaats: Groesbeek Stadion: Sportpark Zuid Toeschouwers: 1.000 Scheidsrechter: Ed Janssen |             | Wedstrijdverslag | 40' Faik 55' Juric 79' Van Hyfte | Van Leer, Van Peppen, Swinkels, Sankoh, Dijkhuizen (75' Monteyne), Faik (63' De Silva), Griffiths, Van Son, Van Hyfte (82' Rutjes), Juric, Gyasi 8' Van Son 44' Swinkels 72' Dijkhuizen |

| 3e ronde | FC Lienden                                                            | 1 – 1 (0 – 0, 1 - 1) w.n.s.     | Roda JC Kerkrade                                              | Opstelling Roda JC Kerkrade: |
| 28 oktober 2015, 20:00 uur Plaats: Lienden Stadion: Sportpark de Abdijhof Toeschouwers: 2.400 Scheidsrechter: Karel van den Heuvel | Broekhof 81' Broekhof Vreekamp Ajiach Intezar Grot Van Eem Van Hussen | Wedstrijdverslag Strafschoppen: | 84' Van Hyfte De Silva Faik Paulissen Juric Sankoh Van Peppen | Van Leer, Van Peppen, Sankoh, Werker, Monteyne, Faik, Van Son, Paulissen, Van Hyfte, Juric, Boakye (66' Gyasi) 66' Paulissen 68' Van Peppen 115' Sankoh |

| Achtste finale | Roda JC Kerkrade                 | 3 – 1 (2 – 0)    | sc Heerenveen       | Opstelling Roda JC Kerkrade: |
| 15 december 2015, 20:45 uur Plaats: Kerkrade Stadion: Parkstad Limburg Stadion Toeschouwers: 7.258 Scheidsrechter: Kevin Blom | Juric 18', 26' (pen.) Ngombo 89' | Wedstrijdverslag | 66' (ed) Van Peppen | Van Leer, Van Peppen, Swinkels (30' Biemans), Sankoh, Dijkhuizen, Faik, Griffiths, Rutjes, Van Hyfte, Juric (84' De Silva), Gyasi (61' Ngombo) 43' Gyasi 86' Rutjes 87' Sankoh |

| Kwartfinale | Roda JC Kerkrade | 0 – 1 (0 – 0, 0 - 0) n.v. | Feyenoord      | Opstelling Roda JC Kerkrade: |
| 3 februari 2016, 20:45 uur Plaats: Kerkrade Stadion: Parkstad Limburg Stadion Toeschouwers: 12.595 Scheidsrechter: Ed Janssen |                  | Wedstrijdverslag          | 105' Botteghin | Van Leer, Van Peppen (46' Faik), Swinkels, Buijs, Milec, Peterson (74' Van Duinen), Inceman, Gullón, Zhukov, Van Hyfte (101' Noor), Poepon 55' Van Hyfte 55' Poepon 88' Zhukov |

1 Bucker ·
4 Koglin ·
5 Jansen ·
6 Spieringhs ·
7 Razak ·
8 Müller ·
9 Çukur ·
10 Schwirten ·
11 Griffith ·
13 Röseler ·
14 Breij ·
15 Beerten ·
16 Treichel ·
17 Džepar ·
18 Köther ·
20 Leijten ·
21 Kongolo  ·
22 Kruiver ·
23 Steins ·
24 Boti ·
26 El Meliani ·
27 Bangura ·
30 Van Hemelryck ·
31 Maiorano ·
32 Moro ·
33 Timmermans ·
34 Veendorp ·
35 Doulashi ·
47 Seedorf ·
52 El Maach ·
72 Vancsa ·
77 Sejdiu ·
97 Baeten ·
Coach: Sibum
· Assistent-coach: Henkens
· Assistent-coach: Luijpers
· Keeperstrainer: Telgenkamp
ADO Den Haag ·
Ajax ·
AZ ·
SC Cambuur ·
Excelsior ·
Feyenoord ·
De Graafschap ·
FC Groningen ·
sc Heerenveen ·
Heracles Almelo ·
N.E.C. ·
PEC Zwolle · 
PSV ·
Roda JC Kerkrade ·
FC Twente ·
FC Utrecht ·
Vitesse ·
Willem II